# هيرو شيمونو
هيرو شيمونو (下野紘 شيمونو هيرو) هو مؤدي أصوات ياباني ولد في 21 أبريل 1980 في طوكيو.

## أدواره في الأنمي

### مسلسلات أنمي تلفزيونية
- ون بيس - مومونوسكي اليافع
- رازيفون - أياتو كامينا
- باسكواش! - دان JD
- الرمية الكبرى - يويتشيرو تاجيما
- الرمية الكبرى: بطولة الصيف - يويتشيرو تاجيما
- سول إيتر - هيرو، ماساموني (أيام الشباب)
- دي جرايمان - شيفو
- سولتي راي - يوتو ك ستيل
- كاناغي - جين ميكوريا
- Special A - تاداشي كارينو
- الغبي والاختبار والوحش المستدعى - أكيهيسا يوشي
- الغبي والاختبار والوحش المستدعى اثنان! - أكيهيسا يوشي
- فايري تايل - شو
- حفيد نوراريهيون - كورومارو
- حفيد نوراريهيون: عاصمة العفاريت - كورومارو
- كامينوميزو شيرو سيكاي - كيما كاتسوراغي
- كامينوميزو شيرو سيكاي 2 - كيما كاتسوراغي
- كامينوميزو شيرو سيكاي: الحارسات - كيما كاتسوراغي
- أبطال الكرة - سيف
- دراغون كرايسس! - ريوجي كيساراغي
- ليس لدينا أجنحة - تاكاشي هانيدا
- بن تو - يو ساتو
- هجوم العمالقة - كوني سبرينغر
- هجوم العمالقة Season 2 - كوني سبرينغر
- هجوم العمالقة Season 3 - كوني سبرينغر
- هجوم العمالقة: الثانوية - كوني سبرينغر
- كارنفال - ناي
- لوغ هورايزون - سوجيرو سيتا
- كرة سلة كوروكو - يوسكي تانيمورا
- الدمية الآلية لا تنكسر - رايشين أكاباني
- أغنية حب طيار - نورياكي كاشيوابارا
- سيكي-كن في المقعد المجاور - توشيناري سيكي
- زعيم الشر يعمل! - هانزو أوروشيهارا
- أوبرا المحققين ميلكي هولمز - جيرو نيزو/رات
- ويك أب، غيرلز! - كونيوشي أوتا
- كايتو جوكر - سبيد
- طوكيو ماجين غاكوين كينبوتشو - تاتسوما هيو
- أص الديناري - نوريفومي كاواكامي
- دورارارا!! ×2 المقدمة - آوبا كورونوما
- دورارارا!! ×2 المنتصف - آوبا كورونوما
- دورارارا!! ×2 الخاتمة - آوبا كورونوما
- إيتوتاما - تاكيرو أماتو
- أمراء الغناء 1000% - شو كوروسو
- أمراء الغناء 2000% - شو كوروسو
- أمراء الغناء ريفولوشنز - شو كوروسو
- أمراء الغناء ليجند ستار - شو كوروسو
- فانتوم وورلد متعدد الألوان - هاروهيكو إيتشيجو
- طوكيو غول A√ - ناكي
- طوكيو غول:re - ناكي
- برينس أوف سترايد ألترنيتيف - أيومو كادواكي
- لعبة الجوكر - ميوشي
- بيرسيرك (2016) - إيسيدرو
- سيرفامب - ميسونو أريسوين
- دايز - جيرو هايبارا
- بوكيمون إكس/واي - جيمي
- سكاريد رايدر زيكس - هيرو كوراما
- أكا: قسم التفتيش الخاص بالقطاع 13 - جين أوتاس
- ملحمة غرانكريست - سيرج كونستانس
- يواموشي بيدال NEW GENERATION - إيسّا كابوراغي
- يواموشي بيدال GLORY LINE - إيسّا كابوراغي
- مجموعة جونجي إيتو - أوشيكيري، كاواي، سوغيو
- بوبتيبيبيك - بوبوكو (الحلقة 6B)
- ميزان نيل أدميراري - الراوي
- أكاديميتي للأبطال - دابي
- كوتورا-سان - دايتشي موروتو
- سيف قاتل الشياطين - زينيتسو أغاتسوما
- سيف قاتل الشياطين: قطار اللانهاية - زينيتسو أغاتسوما
- سيف قاتل الشياطين: القطاع الترفيهي - زينيتسو أغاتسوما
- إيسيكاي تشيت ماجيشان - قاسم
- بلاك كلوفر - ناخت
- طوكيو ريفينجرز - ريندو هايتاني
- داي الشجاع (2020) - رولين
- ريني كوكوا - آوي توكورا

### أنمي الإنترنت
- سورد غاي ذي أنيميشن - ماركوس ليثوس
- بوكيمون جينيريشنز - باك

### أوفا أنمي
- سينت سيا: ذا لوست كانفاس - ألون، هادس
- البدلة المتنقلة جاندام يونيكورن - تاكويا إيري
- تسوباسا طوكيو ريفيليشن - سوبارو
- كامينوميزو شيرو سيكاي: تنري - كيما كاتسوراغي
- الغبي والاختبار و الوحش المستدعى: مهرجان - أكيهيسا يوشي
- إيسيكاي نو سيكيشي مونوغاتاري - كينشي ماساكي
- هجوم العمالقة: زوار مفاجئون - كوني سبرينغر
- هجوم العمالقة: محنة - كوني سبرينغر
- مونتو - تاكاشي
- حفل الجثث - ساتوشي موتشيدا

### أفلام أنمي
- رازيفون: التنوع التعددي - أياتو كامينا
- سينكورول - تيتسو
- إينازوما إليفن: هجوم الجيش الأقوى أوغر - شينيتشي هاندا، فيديو آلدينا
- البدلة المتنقلة جاندام ناريتيف - تاكويا إيري
- قاتل الشياطين الفيلم: قطار اللانهاية - زينيتسو أغاتسوما

## أدواره في ألعاب الفيديو
- فاينل فانتسي XIII - أورفان
- تيلز أوف سيمفونيا: دون أوف ذا نيو وورلد - إميل كاستانيي
- تيلز أوف ذا وورلد: ريف يونايتيا - إميل كاستانيي
- كوربس بارتي - ساتوشي موتشيدا
- ريزونانس أوف فيت - زيفير
- برينس أوف سترايد - أيومو كادواكي
- جوجوز بيزار أدفنتشر: أول ستار باتل - سيكو
- جوجوز بيزار أدفنتشر: آيز أوف هيفن - سيكو
- دانغانرونبا V3: كيلينغ هارموني - كوكيتشي أوما
- ماي هيرو ونز جاستيس - دابي
- ماي هيرو ونز جاستيس 2 - دابي
- ديمون سلاير: كيميتسو نو يايبا: ذا هينوكامي كرونيكلز - زينيتسو أغاتسوما

## أدواره في الدبلجة اليابانية
- روبي - جون آرك
- مبتكري الألعاب - هادسن غيمبل

## وصلات خارجية
- هيرو شيمونو على موقع IMDb (الإنجليزية)
- هيرو شيمونو على موقع ميوزك برينز (الإنجليزية)
- هيرو شيمونو على موقع ديسكوغز (الإنجليزية)
- هيرو شيمونو على موقع قاعدة بيانات الفيلم (الإنجليزية)
- هيرو شيمونو على موقع ANN person (الإنجليزية)